# Joachim Rychly

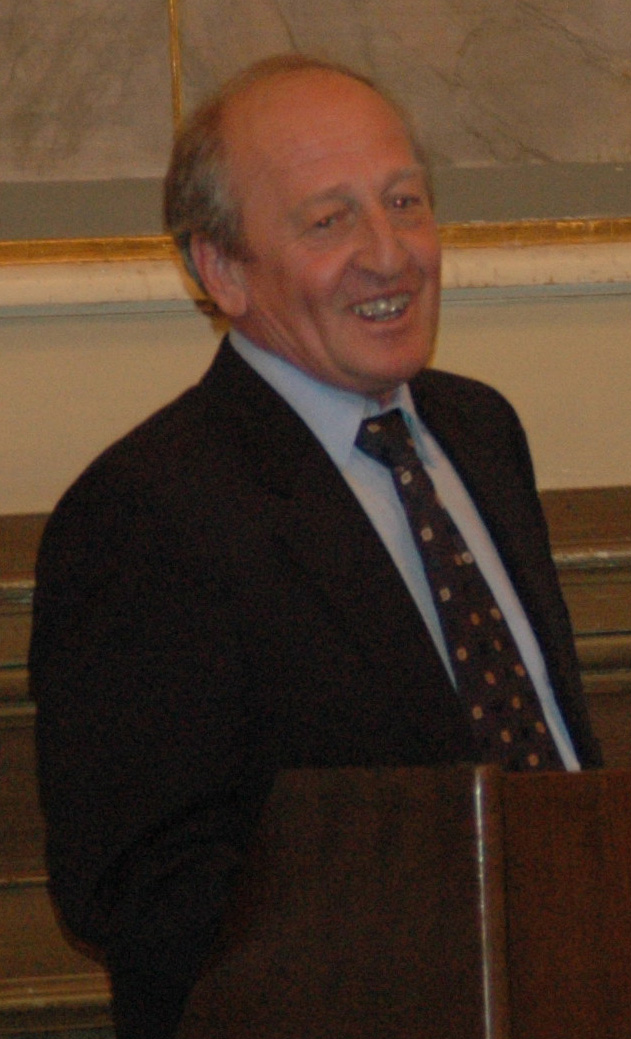
Joachim Rychly 2005

Joachim Rychly (* 5. März 1948 in Rostock) ist ein deutscher Zellbiologe.

## Leben
Nach dem Studium der Biologie und dem Abschluss auf dem Fachgebiet der Meeres- und Fischereibiologie an der Universität Rostock promovierte Joachim Rychly 1976 in der Abteilung für Tierphysiologie zum Dr. rer. nat. über Untersuchungen zum Proteinstoffwechsel der Forelle und des Aales. 1979 wechselte er in die Klinik für Innere Medizin der Universitätsmedizin Rostock und habilitierte dort über Partikelelektrophorese in Biologie und Medizin.
Sein Bruder ist der ehemalige deutsche Geräteturner und Olympionike Reinhard Rychly.

## Leistungen
Seit 1991 besitzt er die Facultas Docendi und eine Professur im Fach Zellbiologie. Nach der kommissarischen Leitung der Abteilung für Klinische Forschung in der Klinik für Innere Medizin war er von 2002 bis 2012 Leiter des Zentrums für Medizinische Forschung in der Universitätsmedizin Rostock, deren Arbeitsbereich Zellbiologie er seit 2005 leitet. Schwerpunkt seiner zellbiologischen Forschung ist der Knochen, insbesondere die Untersuchung des Mechanismus der Adhäsion von Knochenzellen auf Biomaterialoberflächen. In diesem Zusammenhang besteht eine langjährige Kooperation des Arbeitsbereichs Zellbiologie mit dem Rostocker Implantatbeschichtungsunternehmen DOT.
Rychly ist Gutachter für internationale wissenschaftliche Zeitschriften und Begründer des internationalen Symposiums Interface Biology of Implants, welches seit 2003 im Abstand von drei Jahren in Rostock-Warnemünde stattfindet.

## Mitgliedschaften
- Beirats-Mitglied Deutsche Gesellschaft für Zellbiologie
- Deutsche Gesellschaft für Zytometrie[1]
- American Society for Bone and Mineral Research[2]

## Auszeichnungen
- 1989: Rudolf-Virchow-Preis (DDR)

## Schriften
- Untersuchungen zum Proteinstoffwechsel der Forelle (Salmo gairdneri) und des Aales (Anguilla anguilla) unter verschiedenen Ernährungsbedingungen (Dissertation o. O., o. J.)
- Beiträge zur Anwendung der Partikelelektrophorese in Biologie und Medizin (Habilitationsschrift, o. O., o. J.)
- Endothelial cells stimulate osteogenic differentiation of mesenchymal stem cells on calcium phosphate scaffolds. Bulnheim U, Müller P, Neumann HG, Peters K, Unger RE, Kirkpatrick CJ, Rychly J. J Tissue Eng Regen Med. 2012 Oct 5.
- Control of focal adhesion dynamics by material surface characteristics. Diener A, Nebe B, Lüthen F, Becker P, Beck U, Neumann HG, Rychly J.; Biomaterials. 2005 Feb; 26(4): 383-92.
- The mode of mechanical integrin stressing controls intracellular signaling in osteoblasts. Pommerenke H, Schmidt C, Dürr F, Nebe B, Lüthen F, Muller P, Rychly J.; J Bone Miner Res. 2002 Apr; 17(4): 603-11.